# 타오위안 첩운
타오위안 첩운(중국어 간체자: 桃园捷运, 정체자: 桃園捷運, 병음: Táoyuán Jiéyùn)은 대만 타오위안시의 도시철도 시스템으로, 신베이시와 타이베이시의 일부도 운영하고 있다.